# 22e bataillon d'infanterie de marine
Le 22e bataillon d'infanterie de marine basé à Nantes, a été créé le 1er juillet 1999, à partir du 9e régiment de commandement et de soutien. Il reprend les traditions du 22e régiment d'infanterie coloniale et du 22e régiment d'infanterie de marine dont il garde le drapeau, le 22e B.I.Ma fut, jusqu'à sa dissolution en 2010, un bataillon de soutien.

## Historique
Voir l'article sur le 22e régiment d'infanterie coloniale.

## Chefs de corps
De 1999-2000 :  Lieutenant-colonel Spinelli (il a fait 1 an à la tête du 9e régiment de commandement et de soutien allégé de ses effectifs puis à sa dissolution, pris le commandement du 22e BIMa).

De 2000-2002 :  Colonel Patrick Guillou (nommé colonel avant son départ).

De 2002-2004 :  Lt-col Thierry Bidau.

De 2004-2006 :  Lt-col Pierre Héry.

De 2006-2008 :  Lt-col Marc Jéké.

De 2008-2010 :  Lt-col Patrick Cornuel.

## Le régiment de 1999 à 2010

### Subordinations
Le 22e bataillon d'infanterie de marine était le corps de soutien de l'état-major de force n° 2 (dissous en 2011). Seul corps de troupe du département de la Loire-Atlantique, le 22e BIMa était placé sous l'autorité de la région terre nord ouest. Il était chargé de faire fonctionner le PC de force projetée (compagnie de PC en « shelter », compagnie de protection, modules énergie, etc.) Son chef de corps prend alors le commandement de l'ensemble des moyens déployés.

### Composition
Le bataillon disposait de 131 militaires, articulés autour du PC, en une compagnie de quartier général, des services administratifs, techniques et médical. Il est dissous le 1er juillet 2010. Le samedi 29 mai 2010, une cérémonie marqua la fin de la présence militaire à Nantes. Au même moment, le 22e bataillon d’infanterie de marine disparaît ainsi que sa compagnie d’intervention de réserve. Les marsouins de l’unité d’intervention de réserve (115) partent groupés vers Angers afin de constituer la 6e compagnie du 6e régiment du génie.

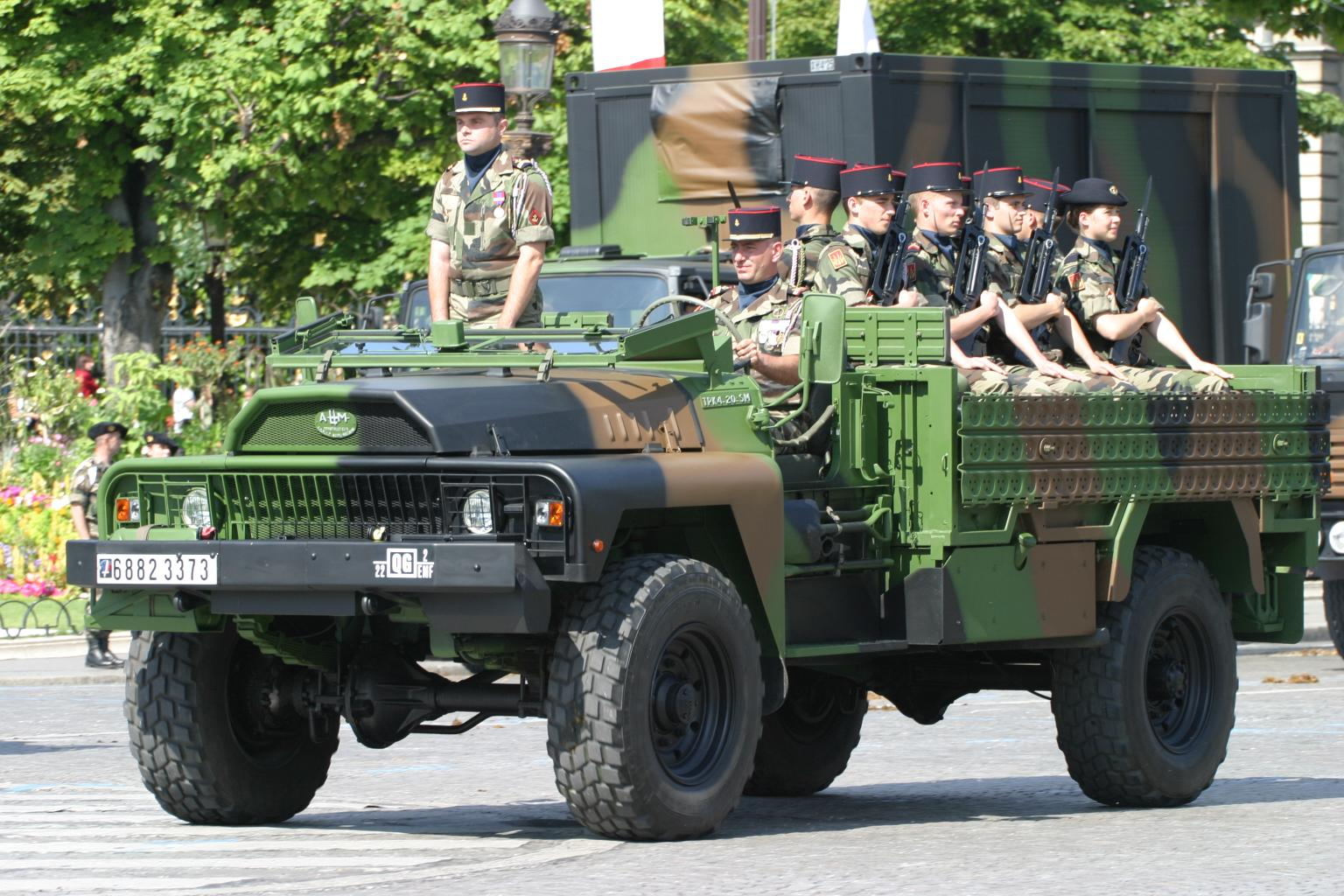
VLRA du 22e bataillon d'infanterie de marine lors du défilé militaire du 14 Juillet 2004.
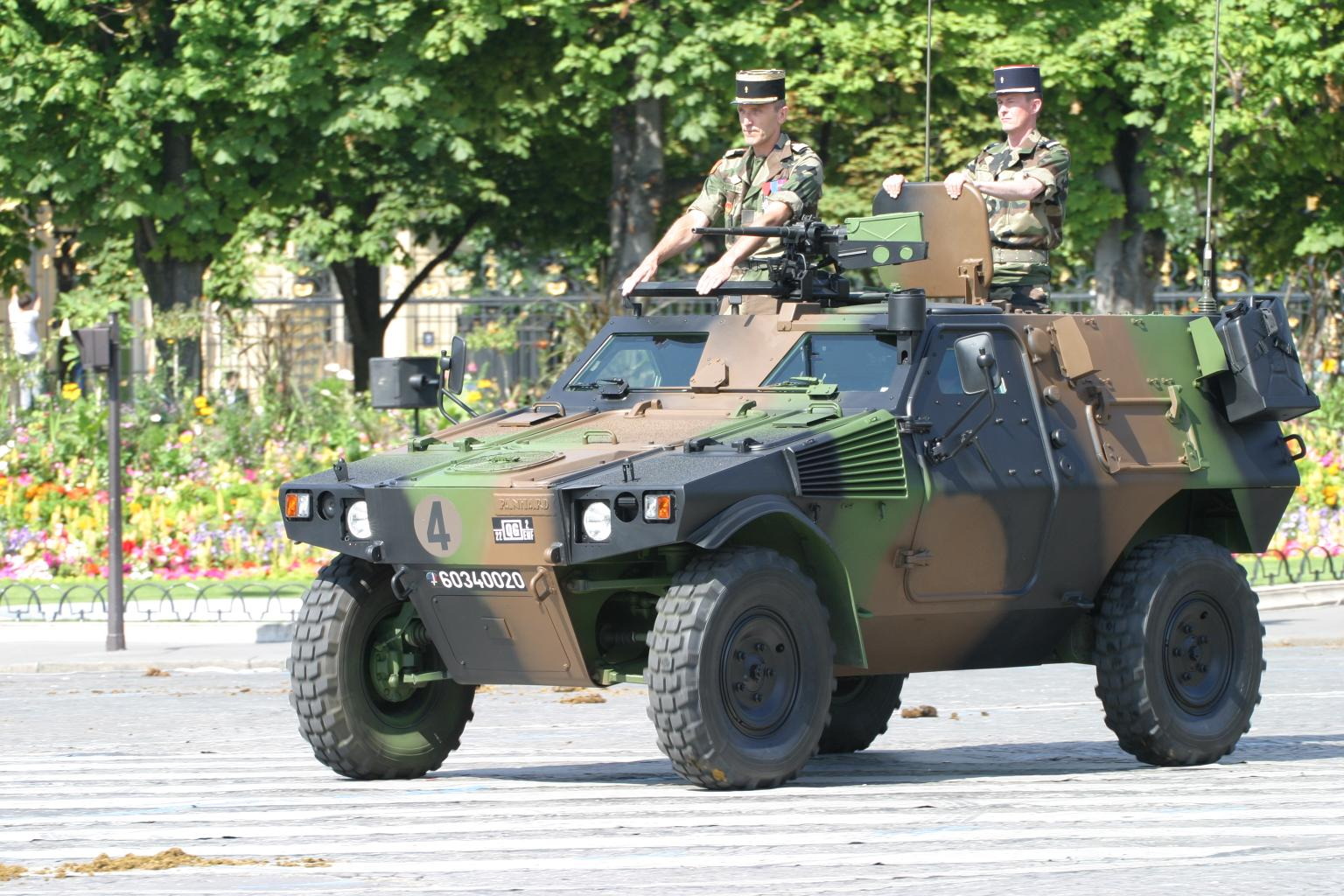
VB2L lors du même événement.
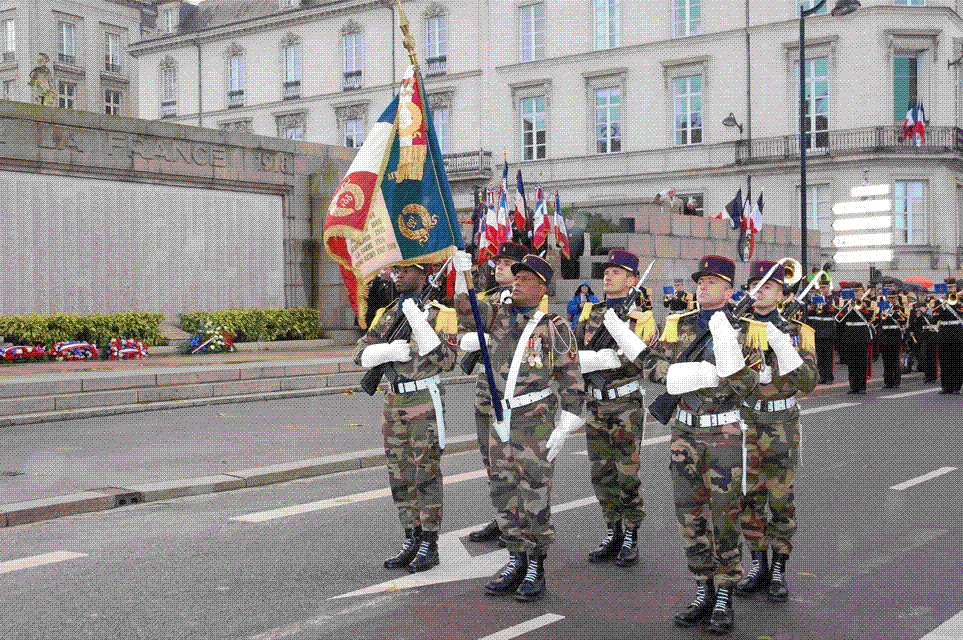
Garde du drapeau du 22eB.I.Ma le 11 novembre 2008 à Nantes.

## Insigne du22ebataillond'infanterie de marine
22e B.I.Ma
Insigne losange portant en son centre une jonque noire surmontée d'une croix de Lorraine. le ciel est de couleur rouge. La mer est blanche, et les soutache du 22 bleue, avec deux chevrons dorés.(La jonque représente l'Extrême-Orient lorsque le régiment reformé est désigné pour l'Indochine)

## Devise du22ebataillond'infanterie de marine
« À force d'espoir et d'audace »

## Traditions
La fête des troupes de marine

Elle est célébrée à l'occasion de l'anniversaire des combats de Bazeilles, ce village qui a été quatre fois repris et abandonné sur ordres, les 31 août et 1er septembre 1870.
Et au Nom de Dieu, vive la coloniale

Les Marsouins et les Bigors ont pour saint patron Dieu lui-même. Ce cri de guerre termine les cérémonies intimes qui font partie de la vie des régiments. Son origine est une action de grâce du révérend Père Charles de Foucauld, missionnaire, voyant arriver à son secours les unités coloniales un jour où il était en difficulté avec une tribu locale.

## Sources et bibliographie
- Erwan Bergot, La coloniale du Rif au Tchad 1925-1980, imprimé en France : décembre 1982, n° d'éditeur 7 576, n° d'imprimeur 31 129, sur les presses de l'imprimerie Hérissey.
- La Compagnie de réserve du 22e Bataillon d'Infanterie de Marine  Adjudant-chef G.Hubert.
- Amicale des anciens du 22e Bataillon d'Infanterie de Marine. Président : Daniel Therby, 11 rue Maurice Devillers 80200 Péronne.